# مراسم قطع دست در اسپوکن
مراسم قطع دست در اسپوکن (به انگلیسی: A Behanding in Spokane) نمایشنامه‌ای در سبک کمدی سیاه نوشته‌‌ٔ مارتین مک‌دونا، نمایشنامه‌نویس انگلیسی است. این نمایش‌نامه در سال ۲۰۱۰ منتشر شد و در همین سال در تئاتر جرالد شونفلد در برادوی به اجرا درآمد. این اولین نمایشنامه مک‌دونا است که در شهر خیالی تارلینگتون، اوهایو، اتفاق می‌افتد.

## خلاصه داستان
مردی مرموز به نام کارمایکل، ۲۷ سال است که به دنبال دست چپ گم‌شده خود می‌گردد. یک زوج، توبی و مریلین، ادعا می کنند که دست بریده شدهٔ او را در اختیار دارند و به دنبال دریافت پاداشی هستند که کارمایکل برای بازگشت آن ارائه می‌دهد. یک کارمند عجیب و غریب هتل، مروین، در وسط معامله قرار می گیرد و حضور او باعث می‌شود این معامله شکل نگیرد.

## تولید
پیش‌تولید مراسم قطع دست در اسپوکن در برادوی در تئاتر شونفلد در تاریخ ۱۵ فوریه ۲۰۱۰ انجام شد و به طور رسمی در ۴ مارس ۲۰۱۰ افتتاح شد و در ۶ ژوئن ۲۰۱۰ پس از ۱۰۸ اجرا بسته شد. 
این نمایش به کارگردانی جان کرولی و با بازی کریستوفر واکن در نقش کارمایکل، سم راکول در نقش مروین، آنتونی مکی در نقش توبی و زوئی کازان نقش مرلین اجرا شد.    این اولین نمایشنامه ای است که مک دونا در ایالات متحده به نمایش گذاشته است. 

## ترجمه فارسی
این نمایشنامه با ترجمه بهرنگ رجبی توسط نشر بیدگل منتشر شده است.